# 國立南投高級中學
國立南投高級中學（英語：National Nantou Senior High School，簡稱：NTSH），中文簡稱南投高中，位於臺灣南投縣南投市，為南投縣最早設立的公立中學。

## 學校簡介
設有普通科，高職部有建築科、美工科、電腦機械製圖科、電子商務科、電子科、電機科、應用英語科。另設音樂班，體育班（設有拔河隊、柔道隊以及網球隊。其中拔河隊，曾於2016年荷蘭世界盃拔河錦標賽青少年560公斤組奪得冠軍）。教室、宿舍、餐廳及晚自習教室裝設空調。教室另裝設視訊設備。制定國中生獎賞制度「清寒、優秀新生入學獎勵辦法」。

## 校史
- 1946年4月26日創校定名「臺中縣立南投初級中學」，1950年南投設縣後改名「南投縣立南投初級中學」。1951年9月增設高中部後改名「南投縣立南投中學」。1970年8月九年國教及省辦高中政策實施後改名為「臺灣省立南投高級中學」裁撤初中部專辦高中部。2000年精省後改制為綜合高中及改名「國立南投高級中學」。
- 1966年8月。竹山分部獨立為臺灣省立竹山中學。
- 1974年起，依序增設職業類科，機工、機械製圖（1988年停辦，1995年恢復。），建築製圖，電工科，實用技能班機械修護科、普通科、應用外語科、電子商務科、建築科、電機科、電子科、電腦機械製圖科、美工科。
- 1983年，開辦夜間延教班，1985年8月改為高級進修補習學校。
- 1990年起依序與日本福岡春日高校、國立員林高級中學締結為姊妹校。
- 2002年起依序與建國科技大學、南開技術學院締盟。

## 校友會
成立宗旨是聯繫校友感情，砥礪學術研究，促進校友事業合作，協助政府推行政令，並協助母校之發展為宗旨。設立日期是1975年由張濰濱籌創，並擔任理事長，之後運作中輟。1986年吳華封校長到任，重新籌立校友會並輔導正常運作。組織設有理事9人，監事3人，任期3年，理事長由理事產生。總幹事1人，副總幹事1人，下設總務、聯絡、活動、財物各組幹事，均為義務職。

## 社團
- 科技創造社
- 畢聯會
- 電影藝術社
- 投高校刊編輯社
- 生命科學社
- 手工藝社
- 陶藝社
- 漫畫研究社
- 魔術社
- 巧藝社
- 皮雕工藝創作社
- 急救醫學研究社
- 潮流音樂社
- 吉他社
- 管樂社
- 女熱舞社
- 康輔社
- 群智童軍社
- 春暉社
- 籃球社（男）
- 籃球社（女）
- 羽球社
- 網球社
- 排球社
- 桌球社
- 足球社
- 游泳社
- 柔道社
- 吳祥銘生命歷程社
- 環保義工社

## 外部連結
- 國立南投高級中學（页面存档备份，存于）
- 國立南投高中優質高中認證
- 南投高中新聞剪報
- Ntshwiki校園知識百科